# Cap Horn (bande dessinée)

Cap Horn est une série de bande dessinée française du genre aventure écrite par Christian Perrissin et dessinée par Enea Riboldi. Édité par Les Humanoïdes Associés, le tome 1 paraît en octobre 2005.

## Synopsis
Alors qu’ils tentent d’échapper à leurs ennemis en prenant la mer, deux aventuriers, le capitaine Orth et son ami Duca, vont découvrir Oushouaïa, petite bourgade isolée où plusieurs communautés se côtoient malgré leurs différences.

## Publication

### Albums
1. La Baie tournée vers l’Est (2005)
2. Dans le sillage des cormorans (2009)
3. L’Ange noir du Paramo (2011)
4. Le Prince de l’âme (2013)

INT. Intégrale, (2014)

### Éditeurs
- Les Humanoïdes Associés : tomes 1 à 4 (première édition des tomes 1 à 4)